# Giovanni Battista Rossi
Giovanni Battista Rossi fou un compositor italià de principis del segle xvii. Fou monjo a Gènova, i publicà l'obra Organo de cantori per intendere da se stesso ogni passo difficile che si trova nella musica (1618), en la qual dona la solució de certs problemes de la notació proporcional. A més, deixà, un llibre de misses a quatre veus, també publicat el 1618.